# Варвара Вырицкая
Варвара (в миру Наталья Фёдоровна Третьяко́ва; 25 октября 1907, село Пожегдин [ныне деревня Пожегдин Усть-Куломский район, Республика Коми — 14 октября 1999, Санкт-Петербург) — схимонахиня Русской православной церкви, духовная дочь преподобного Серафима Вырицкого.

## Жизнеописание
Родилась 25 октября 1907 года в селе Пожегдин Республики Коми в семье крестьянина Фёдора Михайловича Третьякова. Это была четвёртая девочка в семье. Новорождённую окрестили с именем Наталья. В 12 лет Наталья стала послу́шницей монастыря Иверской иконы Божией Матери. После закрытия монастыря (в 1930-х) вернулась в своё село и вышла замуж. В браке родила двух детей, но они умерли в раннем возрасте. Вскоре вся семья переехала в посёлок Вырицу Ленинградской области к родственникам мужа. В Вырице Наталья стала прихожанкой Казанской церкви и узнала, что в посёлке живёт старец Серафим. Это был тот самый старец, который когда-то вывел её из окружённого сотрудниками НКВД монастыря. Наталья стала духовной дочерью Серафима. Она приняла монашеский постриг с именем Варвара и затем схиму. Прозорливый вырицкий старец схимонах Серафим говорил, что Россия является хранительницей святой православной веры. Его духовная дочь, матушка Варвара, стала истинной хранительницей этой святой веры. Паломники, приезжавшие в Вырицу, шли сначала на могилу старца Серафима, а потом к Варваре.
Перед смертью Варвара сильно болела, не могла ходить. Лежала в больнице святой Ксении Петербургской. Умерла 14 октября 1999 года в Санкт-Петербурге. Погребена старица и молитвенница на территории Казанской церкви в посёлке Вырица.